# Mary Ann Müller
Mary Ann Müller (Londres, Anglaterra, 1819 o 1820-Blenheim, Nova Zelanda, 18 de juliol de 1901) és una de les primeres feministes neozelandeses.

## Biografia
Mary Ann Müller neix l'any 1819 o 1820 a Londres. L'any 1849, abandona Anglaterra per anar a Nova Zelanda amb els seus dos fills. S'ignora si ja és vídua en aquell moment o si abandona el seu espòs a causa de la seva crueltat. Es torna a casar l'any 1851 amb un altre emigrant anglès, Stephen Lunn Müller i en aquesta data és segur que el seu primer espòs ha mort. L'any 1864, coneix la feminista anglesa Maria Rye en visita a Nova Zelanda. Aquesta trobada la porta a interessar-se en els moviments feministes anglesos i americans i a escriure articles defensant els drets de les dones, publicats al periòdic Nelson Examiner. Signa sota el pseudònim de Fémmina essencialment per no perjudicar el seu espòs que s'ha llançat a la política i que no aprova les seves posicions.
L'any 1869 publica An appeal to the men of New Zealand, el primer text a reclamar el dret de vot per a les dones. Aquest text suscita molt d'interès, com per exemple en John Stuart Mill. Encara que Mary Ann Müller rebutja esdevenir un personatge públic per no molestar el seu espòs (ella no revelarà la seva identitat fins a l'any 1898, set anys després de la mort d'ell), igualment coneix el primer ministre de Nova Zelanda William Fox. Segons el Brooklyn Museum el text legal the Married Women's Property Act està inspirat en nombroses de les seves idees. Mor l'any 1901 havent viscut la aprovació del dret a vot per a les dones neozelandeses en 1893.